# 綠咖哩

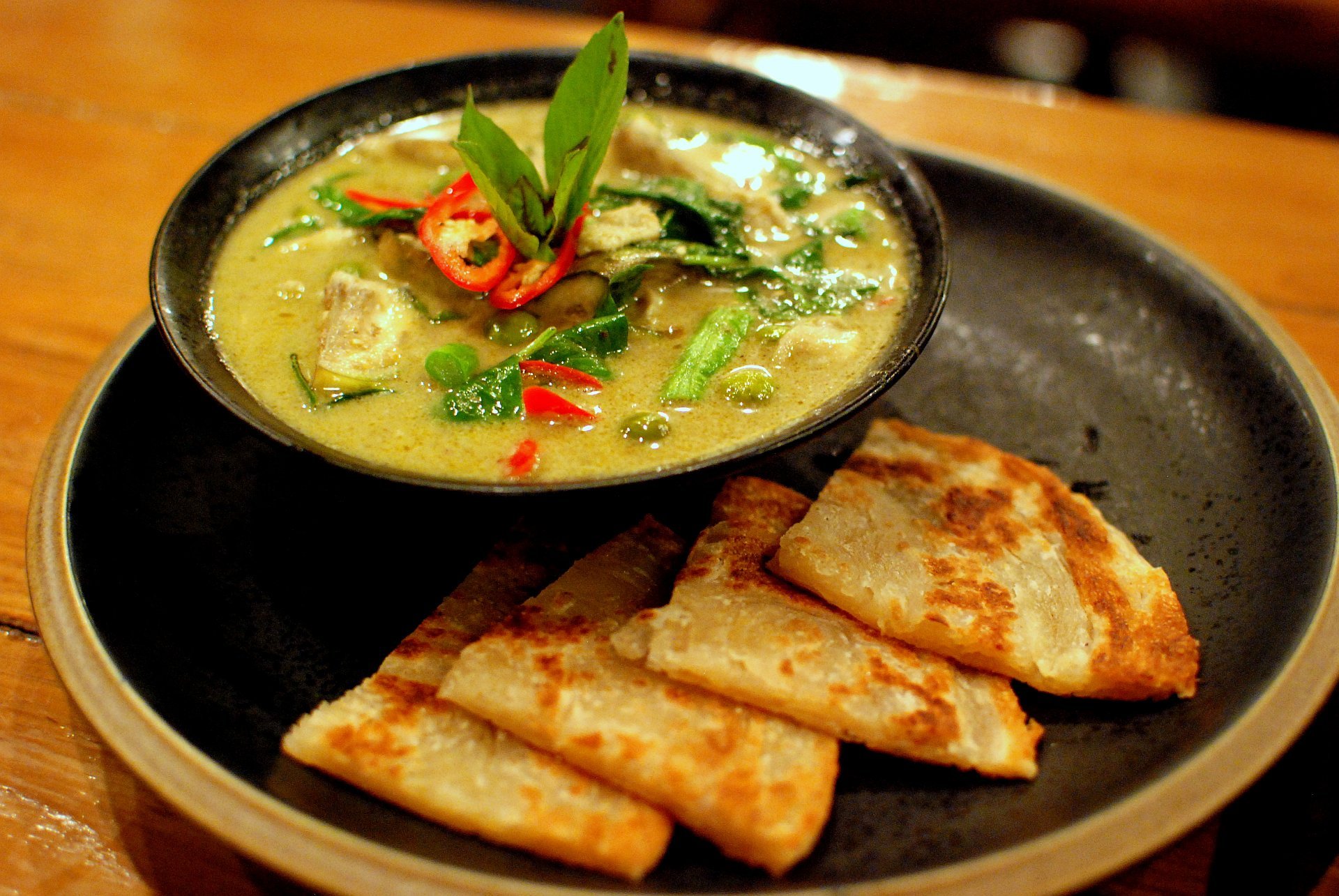
綠咖哩

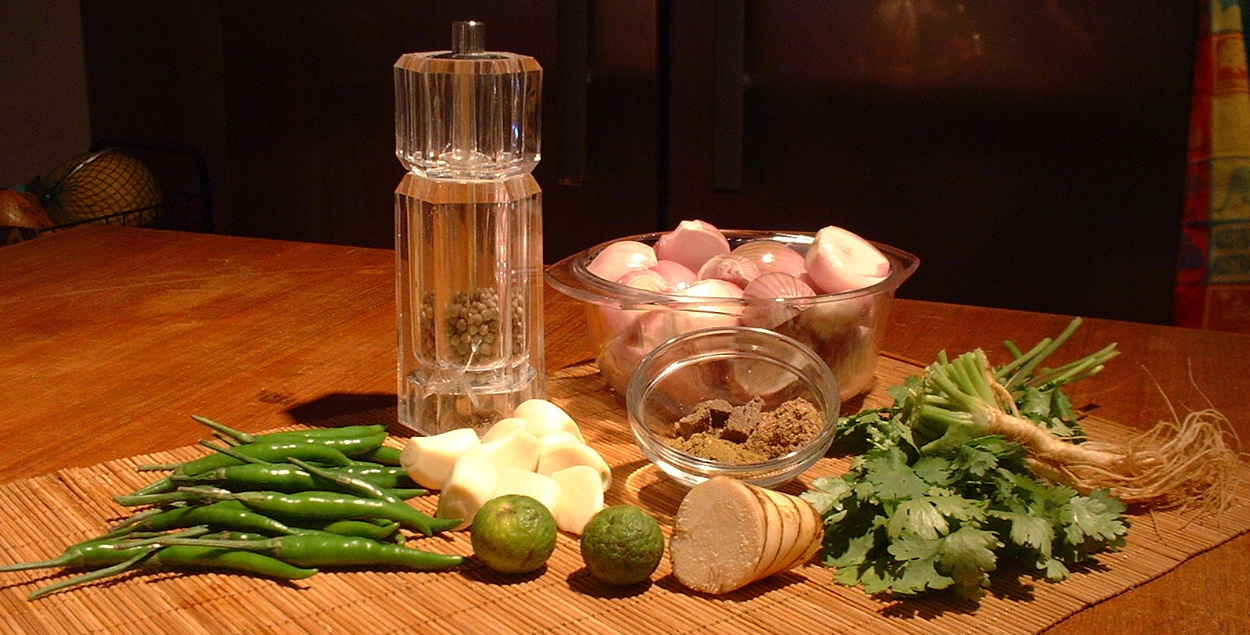
綠咖哩食材

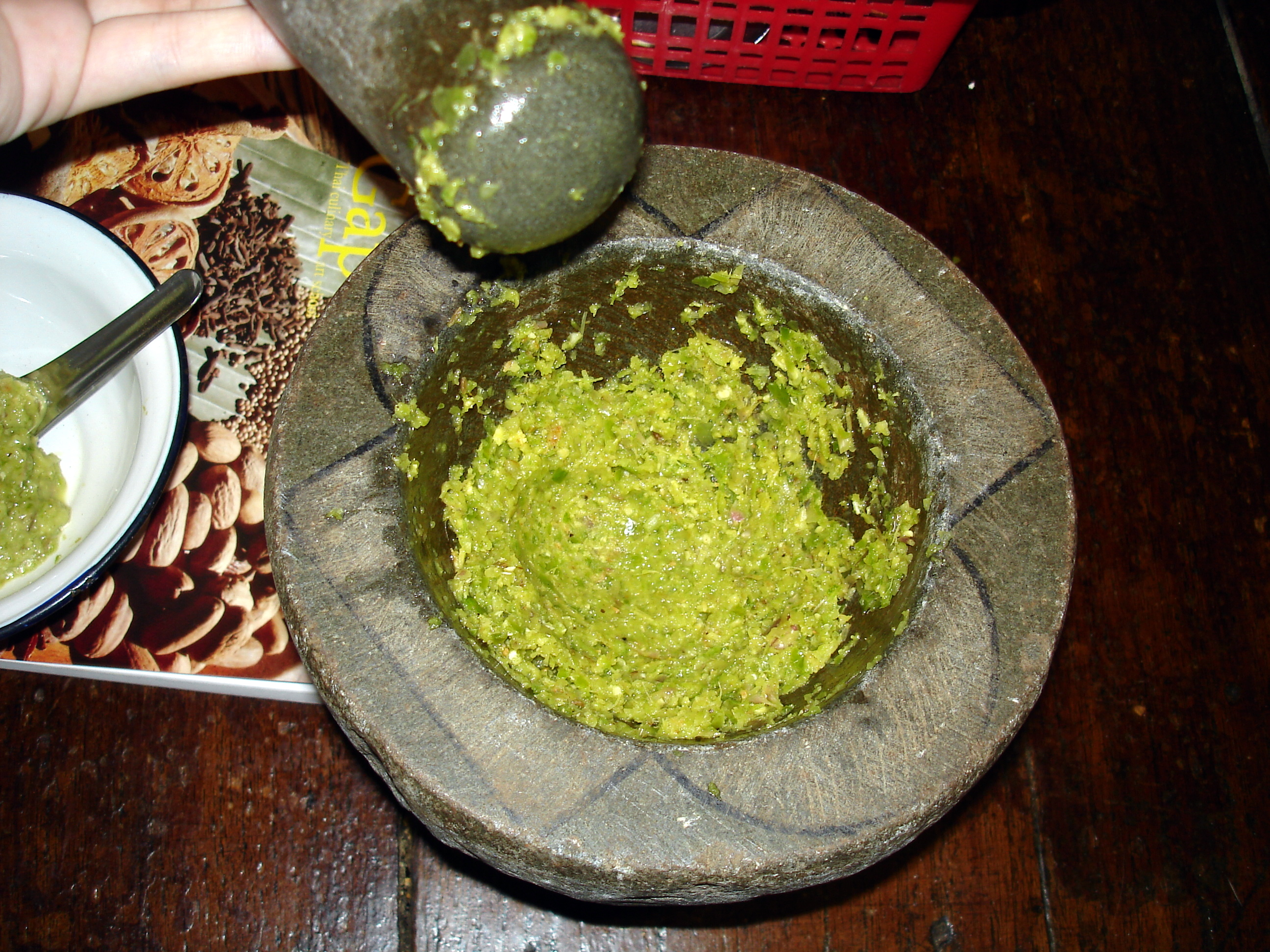
烹煮時加入綠咖哩醬

綠咖哩又稱青咖哩（英語：green curry），泰語名為甘綠羹（kɛːŋ kʰǐaw wǎːn），是一種泰國羹。綠咖哩的主要成分包括椰奶、各种香料、綠辣椒、大蒜、高良薑、香茅、香菜根、紅蔥頭、棕櫚糖、泰國茄子、魚露、青檸、箭叶橙葉和泰國羅勒等食材。
綠咖哩可以和各種肉類搭配。其中最受歡迎的是牛肉、豬肉、雞肉、蝦肉、魚丸和甚至於豆腐。也可以與麵條、粿條和蒸飯互相搭配。

## 外部連結
- （英文）BBC Food - Green Curry Paste recipe （页面存档备份，存于）
- （英文）BBC Food - Thai Green Curry recipe （页面存档备份，存于）